# Приватний повірений
Приватний повірений (рос. частный поверенный, від часть) — представник у цивільних справах і захисник у кримінальних справах. Приватні повірені з'явилися в Російській імперії відповідно до закону від 25 травня 1874 року. На відміну від присяжних повірених, приватні повірені мали право виступати тільки в тих судах, від яких отримали свідоцтво, — дозвіл на цю діяльність. Інститут присяжної і приватної адвокатури проіснував до листопада 1917 року.